# HD 162826
HD 162826 — зоря в сузір'ї Геркулеса, на відстані 110 світлових років (34 парсек) від Землі. Вона має видиму зоряну величину 6,55. 
HD 162826 та Сонце це — зоряні близнята, що утворилися в одному зоряному скупченні та з однієї хмари газу. HD 162826 є першою[джерело?] виявленою зорею-близнючкою Сонця.

## Зірка-близнючка
У травні 2014 року астрономи з Техаського університету в Остіні повідомили, що HD 162826, найімовірніше, є однією із зір-близнят нашого Сонця, які утворилися в одному зоряному скупченні приблизно 4,5 мільярди років тому. Для пошуку зір-близнят крім хімічного складу (Сонце та HD 162826 мають однаковий хімічний склад, навіть дуже схожі концентрації рідкісних барію та ітрію), ще аналізували орбіти зірок. HD 162826 виявилась єдиною з 30 кандидатів, яка добре відповідала всім параметрам[неавторитетне джерело].

## Планетна система
Станом на 2024 рік, навколо зорі не знайдено планет. Дослідження та розрахунки проведені вченими з Техаського університету в Остіні та Університету Нового Південного Уельсу показують, що великі та близько розташовані до зірки планети (гарячі юпітери) в цій системі відсутні, а наявність планет-аналогів Юпітера малоймовірна, можливість наявності землеподібних екзопланет не виключається.